# Periophthalmus barbarus

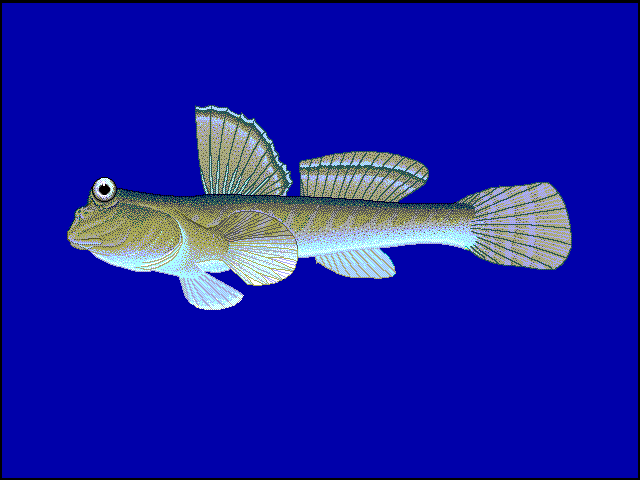
Dibujo esquemático.

Periophthalmus barbarus, comúnmente denominado saltarín del fango, es una especie de pez de la familia de los Gobiidae en el orden de los Perciformes.

## Descripción
Los machos pueden llegar a alcanzar los 25 cm de longitud total.

## Distribución geográfica
Se encuentra desde Senegal hasta Angola. También está presente en Guam.